# كارين ويلكين
كارين ويلكين (بالإنجليزية: Karen Wilkin)‏ هي ناقدة فنية وصحفية أمريكية، ولدت في 1940.